# Henryk Sucharski
Henryk Sucharski, né le 12 novembre 1898 à Gręboszów (Pologne) et mort le 30 août 1946 à Naples (Italie), est un militaire polonais, major de l'armée polonaise.
Au déclenchement de la Seconde Guerre mondiale, il était l'un des commandants de la position Westerplatte à Dantzig, que les troupes sous son commandement ont défendue pendant sept jours contre toute attente. Sucharski a survécu à la guerre.

## Westerplatte

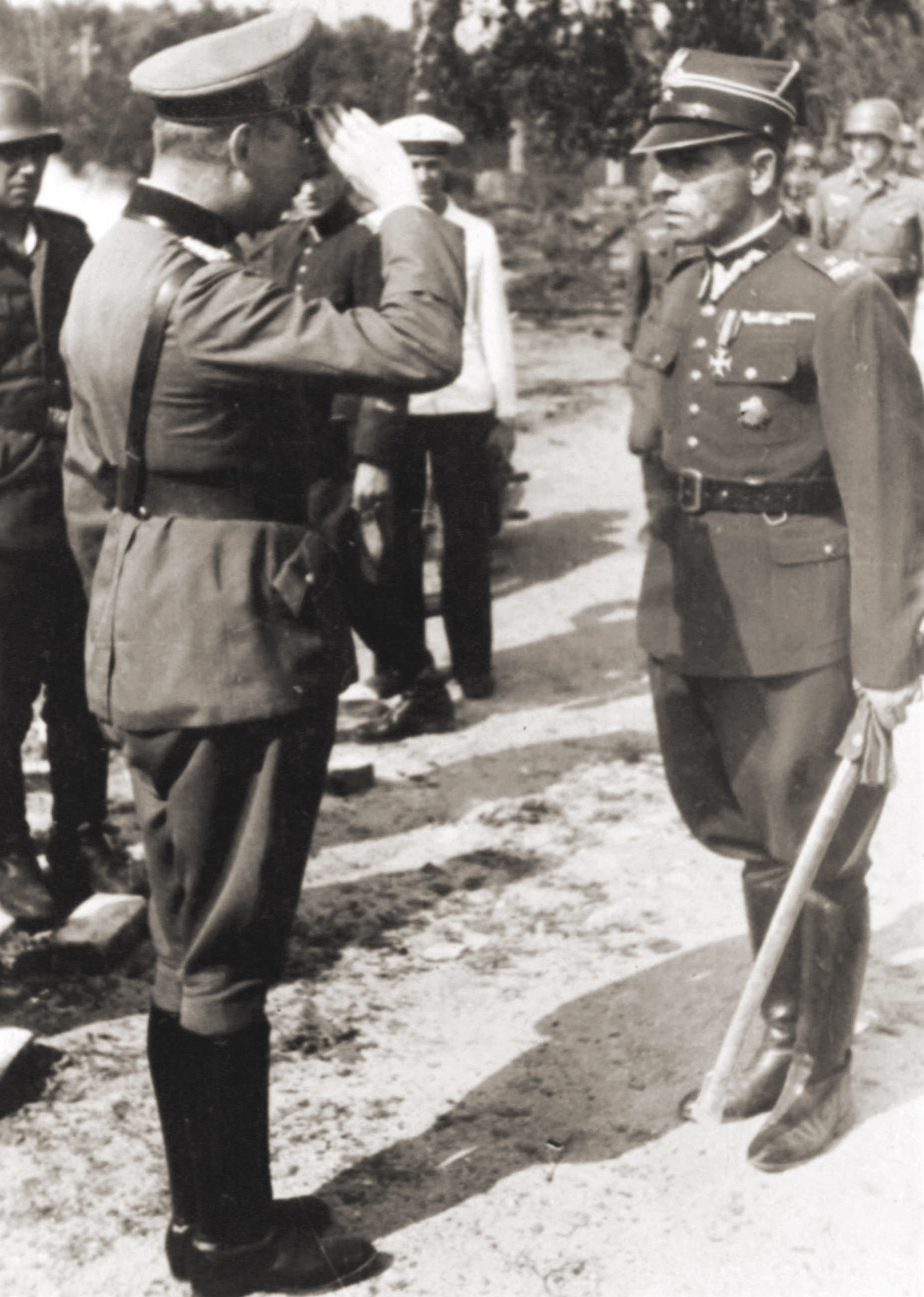
Friedrich-Georg Eberhardt et Henryk Sucharski, Westerplatte, 1939.

Le 3 décembre 1938, Sucharski devient le commandant du dépôt de transit militaire de Westerplatte, un avant-poste militaire polonais dans la ville libre de Dantzig. Organisateur habile, Sucharski se concentre sur l'amélioration des défenses de la zone sous son commandement, une minuscule zone extra-territoriale au sein de la ville dominée par les Allemands. Il renforce les fortifications de la péninsule de Westerplatte et augmente le nombre de soldats qui y servent.

## Après Westerplatte
Après de courts séjours dans divers camps de transit allemands où le sabre lui est retiré, le 26 octobre 1939, Sucharski est emprisonné à l'Oflag IV-A du château de Hohnstein. Il passe le reste de la guerre dans divers camps de prisonniers de guerre allemands, dont, à partir du 25 juin 1940, l'Oflag II-B à Choszczno (Arnswalde) et, à partir du 12 mai 1942, l'Oflag II-D à Borne Sulinowo (Gross-Born). Lors de l'évacuation de Gross-Born en mars 1945, il subit un grave accident dont il ne se remettra jamais complètement.
Après avoir été libéré du sous-camp de Schwerin de l'Oflag X-C Lübeck par les Américains, le 28 mai 1945, Sucharski rejoint le IIe corps polonais et est transféré en Italie, où il sert brièvement comme commandant du 6e bataillon de fusiliers Karpaty après le 25 janvier 1946.
Le 19 août 1946, il est envoyé dans un hôpital militaire britannique à Naples où il est interviewé par Melchior Wańkowicz, qui fait de Sucharski le principal protagoniste de sa nouvelle Westerplatte (1948). Henryk Sucharski meurt d'une péritonite quelques jours après l'entretien, le 30 août 1946. Le lendemain, il est enterré au cimetière de guerre polonais de Casamassima, près de Bari. Le 1er septembre 1971, ses cendres sont rapatriées en Pologne et enterrées avec les honneurs militaires à Westerplatte, où il est décoré à titre posthume de la Croix de Commandeur de Virtuti Militari.
Au cours des années d'après-guerre, le récit mythologique de Wańkowicz sur Sucharski en tant que commandant courageux endurant sous des conditions désespérées est devenu la principale source d'informations sur l'action de Westerplatte. Le mythe est propagé dans de nombreux livres et films. Les autorités communistes auraient préféré entretenir le mythe de Sucharski, fils héroïque de paysan et cordonnier, plutôt que de soutenir son adjoint, Franciszek Dąbrowski, né dans une famille de la szlachta (noblesse polonaise).